# Renzo Minoli
Renzo Minoli (* 6. Mai 1904 in Mailand; † 18. April 1965 ebenda) war ein italienischer Degenfechter.

## Erfolge
Renzo Minoli wurde 1931 in Wien und 1933 in Budapest mit der Mannschaft Weltmeister. 1930 hatte er mit ihr in Lüttich zudem die Vizeweltmeisterschaft gewonnen. Minoli nahm an zwei Olympischen Spielen teil: bei den Olympischen Spielen 1928 in Amsterdam erreichte er in der Mannschaftskonkurrenz mit der italienischen Equipe die Finalrunde und schloss diese auf dem ersten Platz ab. Zusammen mit Carlo Agostoni, Marcello Bertinetti, Giancarlo Cornaggia-Medici, Giulio Basletta und Franco Riccardi wurde Minoli damit Olympiasieger. 1932 zog er mit der Mannschaft in Los Angeles erneut in die Finalrunde ein, die er mit Carlo Agostoni, Giancarlo Cornaggia-Medici, Saverio Ragno und Franco Riccardi hinter Frankreich auf dem Silberrang beendete.